# Blåviks kyrka
Blåviks kyrka är en kyrkobyggnad i Blåvik i Boxholms kommun, södra Östergötland.

## Historik
Från 1859, då Blåvik blev en egen socken, började man hålla allmänna gudstjänster på Blåviks gård. 1868 fanns ritningar klara till en kyrkobyggnad och 1870 lades grunden till kyrkan. 1873 var den färdig och invigdes av biskop Ebbe Gustaf Bring. Detta var den första kyrka som uppfördes på platsen.
Kyrkan är uppförd i trä och är orienterad i nord-sydlig riktning istället för den brukliga öst-västliga. Långhuset är rektangulärt med rakt avslutat kor i norr. Sakristian ligger i östra änden och vapenhuset i västra. Vid södra änden finns kyrktornet. Ytterväggarna är spritputsade och vitfärgade. Taken är belagda med kopparplåt.

## Inventarier
- En dopfunt av granit med tresidig form är skänkt till kyrkan 1968.
- Predikstolen är samtida med kyrkan.
- Två stycken oljemålade altartavlor av Ragnar Person.

### Orgel
- Kyrkorgeln tillkom 1884 och är tillverkad av Carl Elfström i Ljungby. Den är mekanisk och har följande disposition.

| Manual          | Pedal   | Koppel      |
| Borduna 16’ B/D | Bihängd | Man 4'/Man. |
| Princial 8’     |         |             |
| Gedakt 8’       |         |             |
| Gamba 8’        |         |             |
| Oktava 4’       |         |             |
| Flöjt 4’        |         |             |
| Oktava 2'       |         |             |

## Organister
- 1884-1897 Bengt August Jonsson
- 1897-1909 August Albert Rydin
- 1909-(åtminstone 1926) Johan August Kjellgren

## Bildgalleri

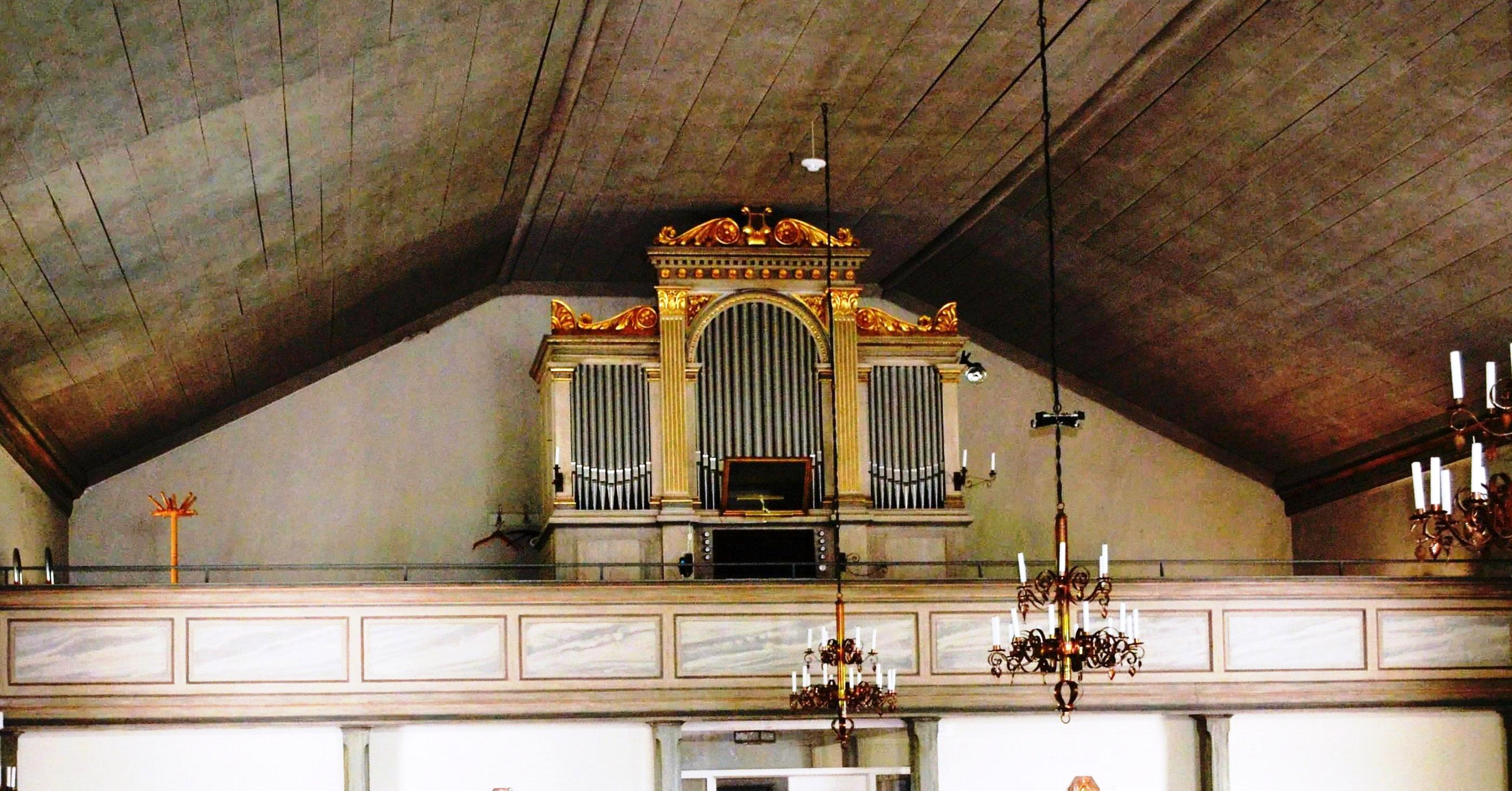
Blåvik kyrkas orgelläktare
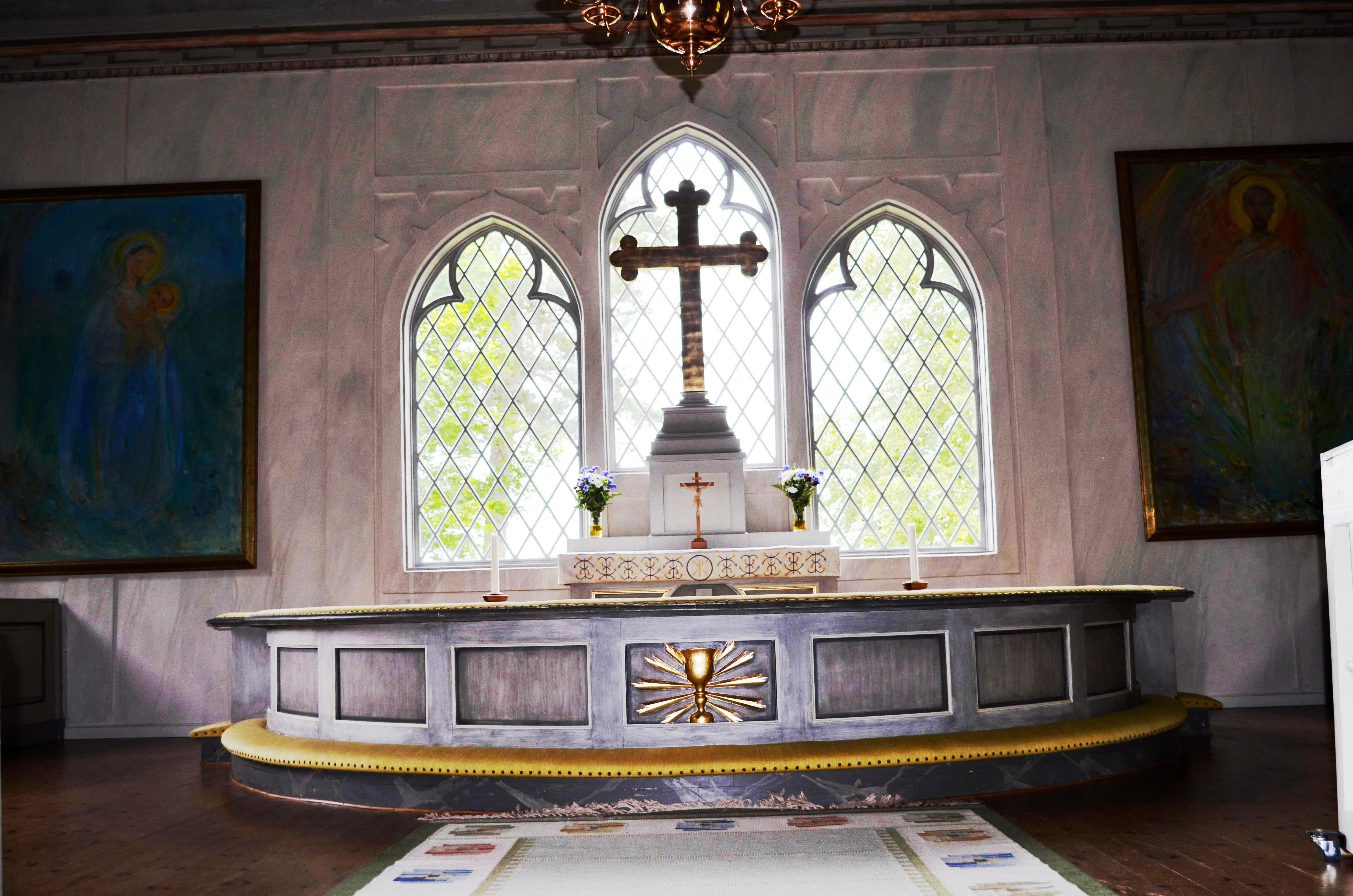
Blåvik kyrkas altare
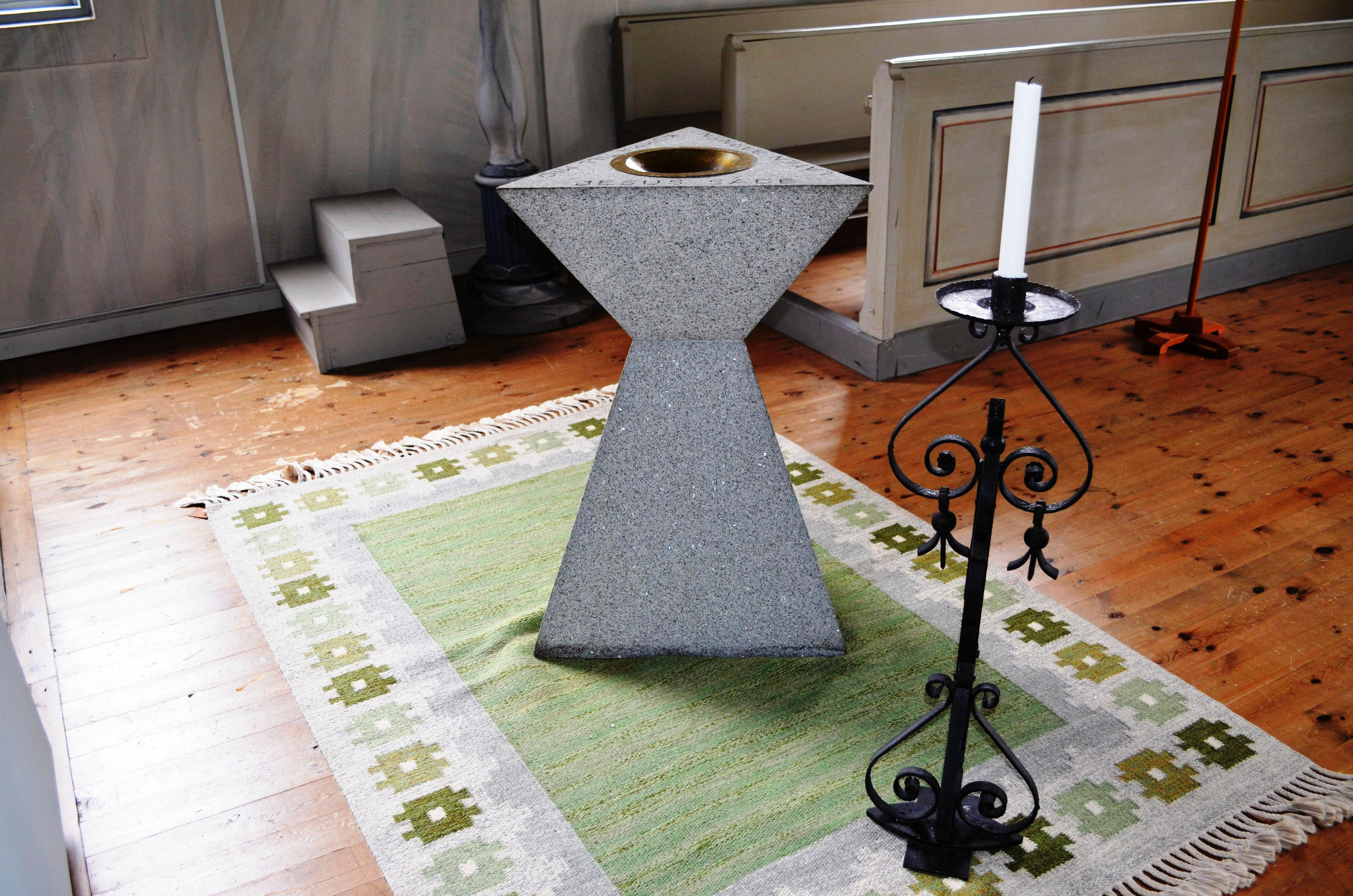
Blåvik kyrkas dopfunt
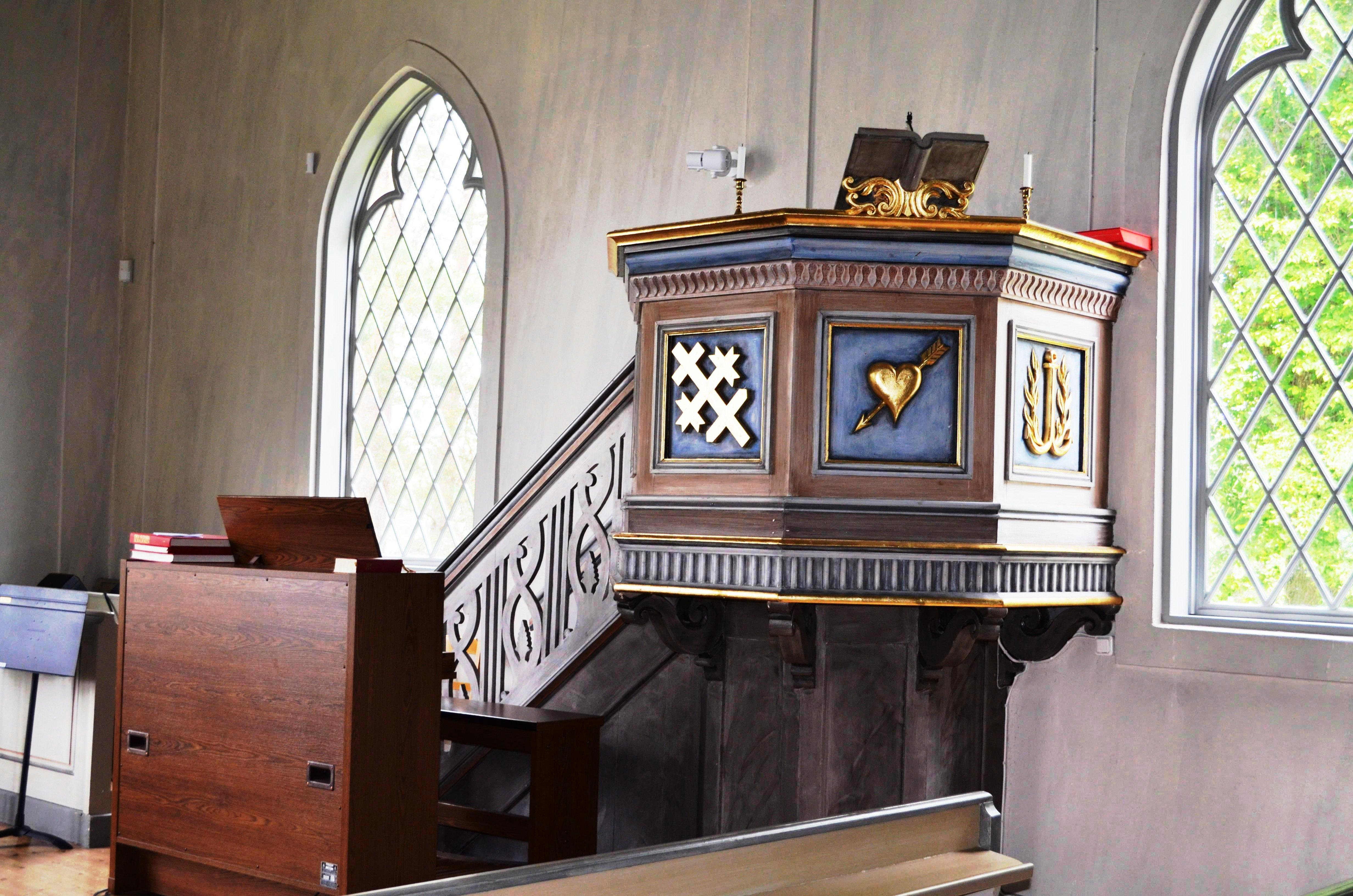
Blåvik kyrkas predikstol